# Ballia
Ballia è una suddivisione dell'India, classificata come municipal board, di 102.226 abitanti, capoluogo del distretto di Ballia, nello stato federato dell'Uttar Pradesh. In base al numero di abitanti la città rientra nella classe I (da 100.000 persone in su).

## Geografia fisica
La città è situata a 28° 11' 60 N e 79° 22' 0 E e ha un'altitudine di 158 m s.l.m..

## Società

### Evoluzione demografica
Al censimento del 2001 la popolazione di Ballia assommava a 102.226 persone, delle quali 55.123 maschi e 47.103 femmine. I bambini di età inferiore o uguale ai sei anni assommavano a 11.428, dei quali 5.891 maschi e 5.537 femmine. Infine, coloro che erano in grado di saper almeno leggere e scrivere erano 66.459, dei quali 38.597 maschi e 27.862 femmine.